# Jacek Płachta
Jacek Płachta (ur. 18 maja 1969 w Chorzowie) – polski hokeista, wielokrotny reprezentant kraju, trener.

## Kariera klubowa
- GKS Katowice (1986–1990)
- EHC Freiburg (1990–1993)
- Landshut Cannibals (1993–1998)
- Revierlöwen Oberhausen (1998–2000)
- Schwenninger Wild Wings (2000–2001)
- Nürnberg Ice Tigers (2001–2002)
- Hamburg Freezers (2002–2007)
- Kassel Huskies (2007–2009)

Jacek Płachta karierę rozpoczął w 1986 roku GKS Katowice, w którym występował do 1990 roku. Następnie wyjechał do Niemiec, gdzie z sukcesami występował w klubach rozgrywek Deutsche Eishockey Liga (DEL): EHC Freiburg (1990–1993), Landshut Cannibals (1993–1998) – wicemistrzostwo Niemiec (1995), Revierlöwen Oberhausen (1998–2000), Schwenninger Wild Wings (2000–2001), Nürnberg Ice Tigers (2001–2002), Hamburg Freezers (2002–2007) - brązowy medal mistrzostw Niemiec (2004) oraz w Kassel Huskies, gdzie w sezonie 2007/2008 zdobył mistrzostwo 2. Bundesligi, a po sezonie 2008/2009 w wieku 40 lat zakończył karierę. Na początku swoich występów w Niemczech u zarania lat 90. przyjął niemieckie obywatelstwo.

## Kariera reprezentacyjna
Jacek Płachta w reprezentacji Polski zadebiutował dnia 7 kwietnia 1990 roku w Megève, w zremisowanym 3:3 meczu przeciwko reprezentacji Francji w ramach mistrzostw świata 1990 Grupy B (sam zawodnik wskazywał swój debiut na przełomie 1988/1988). Jedno z najlepszych spotkań w reprezentacji Polski Płachta rozegrał dnia 19 kwietnia 2007 w Qiqihar podczas mistrzostw świata 2007 I Dywizji, kiedy to reprezentacja Polski odniosła pierwsze w historii zwycięstwo z reprezentacją Kazachstanu wygrywając 5:2, a Płachta strzelił 3 gole. Po raz ostatni Jacek Płachta w reprezentacji Polski wystąpił dnia 21 kwietnia 2007 roku  w Qiqihar na tym samym turnieju w wygranym po dogrywce 4:3 z reprezentacją Estonii. W marcu 2008 roku został przez selekcjonera reprezentacji Polski Rudolfa Rohaczka powołany do szerokiej kadry, przygotowującej się do mistrzostw świata 2008 I Dywizji w Innsbrucku, jednak ostatecznie na ten turniej nie pojechał.
Łącznie w latach 1988–1990 Jacek Płachta w reprezentacji Polski U-18 i reprezentacji Polski U-20 rozegrał 21 meczów i zdobył 16 punktów (13 bramek, 3 asysty) oraz spędził 16 minut na ławce kar, natomiast w seniorskiej reprezentacji Polski rozegrał 62 mecze, w których zdobył 68 punktów (28 bramek, 40 asyst) oraz spędził 103 minuty na ławce kar. Brał udział w dziesięciu turniejach o mistrzostwo świata: (1990, 1994, 1997, 1998, 2000, 2001 - awans do Elity, 2002 - spadek z Elity, 2003, 2005, 2007) oraz brał również udział w turniejach kwalifikacyjnych do igrzysk olimpijskich 2006: w Nowym Targu rozegranego w dniach 11-14 kwietnia 2004 roku oraz wygranego przez reprezentację Polski oraz w finałowym turnieju w Rydze rozegranego w dniach 10-13 lutego 2005 roku, na którym reprezentacja Polski zajęła 4. miejsce i nie awansowała do turnieju olimpijskiego 2006 w Turynie.
Pełnił funkcję kapitana reprezentacji Polski. W kadrze występował początkowo z numerem 10 na koszulce meczowej, a potem przez wiele lat z numerem 20.

### Statystyki
| Rok                | Drużyna            | Turniej            | Miejsce            |    | M  | G  | A  | Pkt | Kary |
| ------------------ | ------------------ | ------------------ | ------------------ | -- | -- | -- | -- | --- | ---- |
| 1987               | Polska U-18        | MEJ                | 6                  | 7  | 1  | 0  | 1  | 8   |      |
| 1988               | Polska U-20        | MŚJ                | 8                  | 7  | 2  | 0  | 2  | 8   |      |
| 1989               | Polska U-20        | MŚJ-B              | 8                  | 7  | 10 | 3  | 13 | 0   |      |
| 1990               | Polska             | MŚ-B               | 6                  | 2  | 0  | 0  | 0  | 2   |      |
| 1994               | Polska             | MŚ-B               | 3                  | 7  | 0  | 3  | 3  | 29  |      |
| 1997               | Polska             | MŚ-B               | 5                  | 7  | 1  | 2  | 3  | 4   |      |
| 1998               | Polska             | MŚ-B               | 7                  | 7  | 6  | 6  | 12 | 8   |      |
| 2000               | Polska             | MŚ-B               | 4                  | 7  | 2  | 4  | 6  | 16  |      |
| 2001               | Polska             | MŚ-DI              | 1                  | 5  | 5  | 6  | 11 | 6   |      |
| 2002               | Polska             | MŚ                 | 14                 | 6  | 1  | 4  | 5  | 10  |      |
| 2003               | Polska             | MŚ-DI              | 2                  | 5  | 3  | 6  | 9  | 4   |      |
| 2004               | Polska             | Kw. IO             | 1                  | 3  | 0  | 2  | 2  | 0   |      |
| 2005               | Polska             | Kw. IO             | 4                  | 3  | 1  | 1  | 2  | 4   |      |
| 2005               | Polska             | MŚ-DI              | 2                  | 5  | 4  | 3  | 7  | 6   |      |
| 2007               | Polska             | MŚ-DI              | 2                  | 5  | 5  | 3  | 8  | 14  |      |
| Ogółem jako junior | Ogółem jako junior | Ogółem jako junior | Ogółem jako junior | 62 | 28 | 40 | 68 | 103 |      |
| Ogółem jako senior | Ogółem jako senior | Ogółem jako senior | Ogółem jako senior | 14 | 3  | 0  | 3  | 16  |      |
| Razem              | Razem              | Razem              | Razem              | 76 | 31 | 40 | 71 | 119 |      |

## Kariera trenerska
- GKS Katowice (2010–2011), główny trener
- GKS Tychy (2011–2012), główny trener
- GKS Katowice (2012–2013), główny trener
- KTH Krynica (2013), główny trener
- Polska (2012–2014), asystent trenera
- Polska (2014–2017), główny trener
- GKS Katowice (2016–2017), główny trener
- Eispiraten Crimmitschau (2017-2018), asystent trenera
- Crocodiles Hamburg (2018-2021), główny trener
- GKS Katowice (2021-), główny trener

Od sierpnia 2010 roku do kwietnia 2011 roku był trenerem I-ligowego GKS Katowice. Od maja 2011 roku do stycznia 2012 roku pełnił funkcję szkoleniowca GKS Tychy, grającego w PLH. Dnia 13 marca 2012 roku, tuż po zakończeniu sezonu 2011/2012 i awansie GKS-u Katowice do Polskiej Ligi Hokejowej został ponownie mianowany trenerem drużyny tego klubu. Ponadto, dnia 9 lipca 2012 roku mianowany przez PZHL asystentem selekcjonera reprezentacji Polski. Trenerem GKS Katowice był do zakończenia sezonu 2012/2013. Do końca listopada 2013 roku był trenerem KTH Krynica. Dnia 5 sierpnia 2014 roku został selekcjonerem reprezentacji Polski. W lipcu 2016 równolegle z funkcją selekcjonera reprezentacji Polski podjął funkcję trenera GKS-u Katowice. Po sezonie 2016/2017 odszedł z tego stanowiska. Również w połowie 2017 opuścił posadę selekcjonera kadry Polski. Łącznie prowadził reprezentację narodową w turniejach mistrzostw świata 2015, 2016, 2017. W październiku 2017 został asystentem trenera niemieckiej drużyny Eispiraten Crimmitschau w lidze DEL2. W maju 2018 został ogłoszony głównym trenerem zespołu Crocodiles Hamburg, w lidze Oberliga Nord (3. poziom). Na początku maja 2021 został ogłoszony głównym trenerem GKS Katowice (po raz czwarty w karierze).

## Życie prywatne
Podczas występów w Niemczech na stałe zamieszkał w Villingen-Schwenningen. Jego syn Matthias (ur. 1991) został również hokeistą.

## Sukcesy i osiągnięcia
Reprezentacyjne
- Awans do Elity mistrzostw świata: 2001

Klubowe
- Srebrny medal mistrzostw Niemiec: 1995 z EV Landshut
- Brązowy medal mistrzostw Niemiec: 2004 z Hamburg Freezers
- Złoty medal 2. Bundesligi: 2008 z Kassel Huskies

Indywidualne
- Skład gwiazd mistrzostw świata juniorów Grupy B: 1989
- Pierwsze miejsce w klasyfikacji kanadyjskiej mistrzostw świata Grupy B: 1998
- Pierwsze miejsce w klasyfikacji asystentów mistrzostw świata Grupy B: 1998
- Pierwsze miejsce w klasyfikacji asystentów mistrzostw świata Grupy B: 2001[21]
- Pierwsze miejsce w klasyfikacji kanadyjskiej mistrzostw świata Grupy B: 2001[22]
- Najlepszy zawodnik mistrzostw świata Dywizji I: 2005
- Najlepszy napastnik mistrzostw świata Dywizji I: 2007

Szkoleniowe
- Złoty medal mistrzostw Polski: 2022, 2023 z GKS Katowice
- Superpuchar Polski: 2022 z GKS Katowice
- Srebrny medal mistrzostw Polski: 2024, 2025 z GKS Katowice

Rekordy
- 6. miejsce w klasyfikacji kanadyjskiej wszech czasów Hamburg Freezers: 126 punktów (58 goli, 68 asyst)[23]